# Savona Foot-Ball Club 1966-1967
Questa voce raccoglie le informazioni riguardanti il Savona Foot-Ball Club nelle competizioni ufficiali della stagione 1966-1967.

## Stagione
Nella stagione 1966-1967 il Savona disputò il sesto campionato di Serie B della sua storia.

## Divise
| 1ª divisa |

## Organigramma societario
Area direttiva
- Presidente: Aldo Dapelo
- Consigliere: Edmondo Costa

Area tecnica
- Allenatore: Ercole Rabitti, poi dal 13 dicembre[1] Vincenzo Occhetta

## Rosa
| N. |                   | Ruolo | Calciatore              |
| -- | ----------------- | ----- | ----------------------- |
|    | Italia (bandiera) | P     | Luigi Ferrero           |
|    | Italia (bandiera) | P     | Gianfranco Pascali      |
|    | Italia (bandiera) | P     | Giancarlo Tonoli        |
|    | Italia (bandiera) | D     | Maurizio Bruno          |
|    | Italia (bandiera) | D     | Bruno Onorato Fochesato |
|    | Italia (bandiera) | D     | Valentino Persenda      |
|    | Italia (bandiera) | D     | Carlo Pozzi             |
|    | Italia (bandiera) | D     | Umberto Ratti           |
|    | Italia (bandiera) | D     | Osvaldo Verdi           |
|    | Italia (bandiera) | D     | Giobatta Zoppelletto    |
|    | Italia (bandiera) | C     | Eugenio Fascetti        |

| N. |                   | Ruolo | Calciatore        |
| -- | ----------------- | ----- | ----------------- |
|    | Italia (bandiera) | C     | Giuseppe Furino   |
|    | Italia (bandiera) | C     | Orazio Gittone    |
|    | Italia (bandiera) | C     | Pietro Natta      |
|    | Italia (bandiera) | C     | Angelo Spanio     |
|    | Italia (bandiera) | A     | Urano Benigni     |
|    | Italia (bandiera) | A     | Renzo Dalle Crode |
|    | Italia (bandiera) | A     | Marco Fazzi       |
|    | Italia (bandiera) | A     | Glauco Gilardoni  |
|    | Italia (bandiera) | A     | Pierino Prati     |
|    | Italia (bandiera) | A     | Ettore Recagni    |
|    | Italia (bandiera) | A     | Lorenzo Rollando  |

## Risultati

### Serie B

#### Girone di andata
| Arbitro: | Barbaresco (Cormons) |

|           |           |           |
| Fogar 35’ | Marcatori | 75’ Fazzi |

| Arbitro: | Marchiori (Padova) |

|  |           |              |
|  | Marcatori | 59’ Anastasi |

| Arbitro: | Possagno (Treviso) |

|             |           |  |
| Maestri 46’ | Marcatori |  |

| Savona 2 ottobre 1966 | Savona       | 0 – 0 | Reggina | Stadio Valerio Bacigalupo\| Arbitro: \| Giola (Pisa) \| |
| Arbitro:              | Giola (Pisa) |       |         |                                                         |

| Arbitro: | Giunti (Arezzo) |

|             |           |  |
| Benigni 39’ | Marcatori |  |

| Arbitro: | Orlando (Bergamo) |

|                                 |           |  |
| Bui 34’ Rossetti 60’ Vitali 62’ | Marcatori |  |

| Messina 23 ottobre 1966 | Messina                 | 0 – 0 | Savona | Stadio Giovanni Celeste\| Arbitro: \| Camozzi (Ascoli Piceno) \| |
| Arbitro:                | Camozzi (Ascoli Piceno) |       |        |                                                                  |

| Arbitro: | Vacchini (Milano) |

|              |           |           |
| Persenda 48’ | Marcatori | 10’ Bigon |

| Arbitro: | Schinetti (Brescia) |

|                  |           |  |
| Pozzi 34’ (aut.) | Marcatori |  |

| Arbitro: | Camozzi (Ascoli Piceno) |

|                                 |           |                      |
| Cominato 29’ Cavicchia 67’, 69’ | Marcatori | 70’ Spanio 80’ Prati |

| Arbitro: | Pieroni (Roma) |

|               |           |  |
| Gilardoni 59’ | Marcatori |  |

| Arbitro: | Bigi (Padova) |

|                     |           |  |
| Fascetti 15’ (aut.) | Marcatori |  |

| Arbitro: | Branzoni (Pavia) |

|                                |           |  |
| Pasquina 29’, 30’ Colautti 32’ | Marcatori |  |

| Arbitro: | Valagussa (Lecco) |

|                             |           |                         |
| Prati 5’ Gilardoni 72’, 84’ | Marcatori | 86’ Novelli 88’ Ferrari |

| Arbitro: | Palazzo (Palermo) |

|  |           |              |
|  | Marcatori | 86’ Nastasio |

| Arbitro: | Lattanzi (Roma) |

|                                                    |           |                  |
| Canuti 23’ Sega 31’ da Costa 39’, 68’ Petrelli 70’ | Marcatori | 14’ (rig.) Prati |

| Arbitro: | Canova (Bologna) |

|              |           |  |
| Tentorio 70’ | Marcatori |  |

| Arbitro: | Toselli (Cormons) |

|                                              |           |                    |
| Prati 4’, 90’ Gilardoni 11’, 29’ Benigni 55’ | Marcatori | 47’ (rig.) Merighi |

| Arbitro: | Piantoni (Terni) |

|                          |           |              |
| Fascetti 63’ Recagni 88’ | Marcatori | 56’ Fantazzi |

#### Girone di ritorno
| Arbitro: | Palazzo (Palermo) |

|                                          |           |                                |
| Prati 39’, 89’ (rig.) Gilardoni 44’, 63’ | Marcatori | 64’ Crippa 86’ (rig.) Mazzanti |

| Arbitro: | Bigi (Padova) |

|                     |           |               |
| Gioia 69’ Renna 79’ | Marcatori | 26’ Gilardoni |

| Arbitro: | Motta (Monza) |

|                                       |           |           |
| Prati 2’, 50’ (rig.), 83’ Benigni 13’ | Marcatori | 76’ Galli |

| Arbitro: | Sabatini (Ancona) |

|                        |           |              |
| Florio 65’, 90’ (rig.) | Marcatori | 68’ Fascetti |

| Arbitro: | Torelli (Cormano) |

|  |           |               |
|  | Marcatori | 45’ Gilardoni |

| Arbitro: | Schinetti (Brescia) |

|                    |           |  |
| Gilardoni 33’, 69’ | Marcatori |  |

| Savona 19 marzo 1967 | Savona            | 0 – 0 | Messina | Stadio Valerio Bacigalupo\| Arbitro: \| Vacchini (Milano) \| |
| Arbitro:             | Vacchini (Milano) |       |         |                                                              |

| Arbitro: | Gonella (Torino) |

|                                |           |                         |
| Vigni 12’ Barbolini 90’ (rig.) | Marcatori | 44’ Prati 49’ Gilardoni |

| Arbitro: | Toselli (Cormons) |

|                 |           |             |
| Zoppelletto 47’ | Marcatori | 40’ Nardoni |

| Arbitro: | Bernardis (Trieste) |

|           |           |  |
| Prati 90’ | Marcatori |  |

| Genova 23 aprile 1967 | Genoa            | 0 – 0 | Savona | Stadio Luigi Ferraris\| Arbitro: \| Di Tonno (Lecce) \| |
| Arbitro:              | Di Tonno (Lecce) |       |        |                                                         |

| Arbitro: | Schinetti (Brescia) |

|                                          |           |  |
| Benigni 62’ Colombo 78’ (aut.) Prati 83’ | Marcatori |  |

| Savona 7 maggio 1967 | Savona             | 0 – 0 | Alessandria | Stadio Valerio Bacigalupo\| Arbitro: \| Figuccia (Marsala) \| |
| Arbitro:             | Figuccia (Marsala) |       |             |                                                               |

| Arbitro: | Angonese (Venezia) |

|                                      |           |                |
| Ferrari 16’ (rig.), 71’ Flaborea 47’ | Marcatori | 33’, 57’ Prati |

| Arbitro: | Varazzani (Parma) |

|            |           |  |
| Santon 34’ | Marcatori |  |

| Arbitro: | Sbardella (Roma) |

|  |           |                  |
|  | Marcatori | 56’ (aut.) Pozzi |

| Arbitro: | D'Agostini (Roma) |

|                    |           |                 |
| Gilardoni 42’, 46’ | Marcatori | 59’ Francesconi |

| Arbitro: | Gonella (Torino) |

|                  |           |                          |
| Console 21’, 69’ | Marcatori | 22’ Gilardoni 50’ Furino |

| Arbitro: | Francescon (Padova) |

|                          |           |           |
| Christensen 62’ Fara 86’ | Marcatori | 25’ Fazzi |

### Coppa Italia
| Arbitro: | Bernardis (Trieste) |

|  |           |              |
|  | Marcatori | 96’ De Paoli |

## Statistiche

### Statistiche di squadra
| Competizione | Punti | In casa | In casa | In casa | In casa | In casa | In casa | In trasferta | In trasferta | In trasferta | In trasferta | In trasferta | In trasferta | Totale | Totale | Totale | Totale | Totale | Totale | DR |
| Competizione | Punti | G       | V       | N       | P       | Gf      | Gs      | G            | V            | N            | P            | Gf           | Gs           | G      | V      | N      | P      | Gf     | Gs     | DR |
| ------------ | ----- | ------- | ------- | ------- | ------- | ------- | ------- | ------------ | ------------ | ------------ | ------------ | ------------ | ------------ | ------ | ------ | ------ | ------ | ------ | ------ | -- |
| Serie B      | 34    | 19      | 11      | 5       | 3       | 30      | 13      | 19           | 1            | 5            | 13           | 14           | 33           | 38     | 12     | 10     | 16     | 44     | 46     | -2 |
| Coppa Italia |       | 1       | 0       | 0       | 1       | 0       | 1       | -            | -            | -            | -            | -            | -            | 1      | 0      | 0      | 1      | 0      | 1      | -1 |
| Totale       | -     | 20      | 11      | 5       | 4       | 30      | 14      | 19           | 1            | 5            | 13           | 14           | 33           | 39     | 12     | 10     | 17     | 44     | 47     | -3 |

### Statistiche dei giocatori[3]
| Giocatore      | Serie B  | Serie B | Coppa Italia | Coppa Italia | Totale   | Totale |
| Giocatore      | Presenze | Reti    | Presenze     | Reti         | Presenze | Reti   |
| -------------- | -------- | ------- | ------------ | ------------ | -------- | ------ |
| U. Benigni     | 22       | 4       | 1            | 0            | 23       | 4      |
| M. Bruno       | 3        | 0       | -            | -            | 3        | 0      |
| R. Dalle Crode | 2        | 0       | -            | -            | 2        | 0      |
| E. Fascetti    | 37       | 2       | 1            | 0            | 38       | 2      |
| M. Fazzi       | 17       | 2       | 1            | 0            | 18       | 2      |
| L. Ferrero     | 35       | -37     | 1            | -1           | 36       | -38    |
| B.O. Fochesato | 5        | 0       | 1            | 0            | 6        | 0      |
| G. Furino      | 32       | 1       | -            | -            | 32       | 1      |
| G. Gilardoni   | 24       | 15      | -            | -            | 24       | 15     |
| O. Gittone     | 16       | 0       | 1            | 0            | 17       | 0      |
| P. Natta       | 17       | 0       | 1            | 0            | 18       | 0      |
| G. Pascali     | 3        | -6      | -            | -            | 3        | -6     |
| V. Persenda    | 22       | 1       | 1            | 0            | 23       | 1      |
| C. Pozzi       | 37       | 0       | 1            | 0            | 38       | 0      |
| P. Prati       | 29       | 15      | -            | -            | 29       | 15     |
| U. Ratti       | 20       | 0       | -            | -            | 20       | 0      |
| E. Recagni     | 7        | 1       | -            | -            | 7        | 1      |
| L. Rollando    | 7        | 0       | -            | -            | 7        | 0      |
| A. Spanio      | 22       | 1       | -            | -            | 22       | 1      |
| G. Tonoli      | 2        | -3      | -            | -            | 2        | -3     |
| O. Verdi       | 34       | 0       | -            | -            | 34       | 0      |
| G. Zoppelletto | 28       | 1       | 1            | 0            | 29       | 1      |